# Orsza Północna
Orsza Północna (biał. Орша-Паўночная, ros. Орша-Северная) – towarowa stacja kolejowa w miejscowości Orsza, w rejonie orszańskim, w obwodzie witebskim, na Białorusi. Jest to stacja krańcowa linii. Nie obsługuje ruchu pasażerskiego. Odchodzą od niej liczne bocznice do pobliskich przedsiębiorstw.